# Мамакос, Питер
Пи́тер Мама́кос (англ. Peter Mamakos; 14 декабря 1918, Сомервилл, Массачусетс, США — 27 апреля 2008, Пасо-Роблс, Калифорния, США) — американский актёр и сценарист греческого происхождения. Наиболее известен по ролям этнических (греческих, индейских, испанских, французских, итальянских и ближневосточных) персонажей-злодеев. В 1930—1940 годах был актёром театра, а с конца 1940-х до 1990-х годов — кино и телевидения.

## Избранная фильмография
- 1949 — Bride of Vengeance
- 1949 — Tuna Clipper — капитан Мануэль Перейра
- 1949 — Дом незнакомцев — охранник банка (в титрах не указан)
- 1949 — Trail of the Yukon
- 1949 — Малайя — (в титрах не указан)
- 1950 — Tarzan and the Slave Girl
- 1950 — Между полночью и рассветом — Адамс
- 1950 — Magnavox Theatre — Рошфор
- 1950 — Ким — заговорщик (в титрах не указан)
- 1951 — Сирокко — торговец-предприниматель (в титрах не указан)
- 1951 — Comin' Round the Mountain — бандит в ночном клубе
- 1951 — Народ против О’Хары — Джеймс Корвак (в титрах не указан)
- 1952 — Вива Сапата! — солдат (в титрах не указан)
- 1952 — Horizons West — лейтенант Салазар (в титрах не указан)
- 1952 — Узник крепости Зенда
- 1952 — The Bandits of Corsica — Диегас
- 1953 — Город на дне моря — капитан Педро Мендоса
- 1953 — The Glory Brigade — полковник Калликл
- 1953 — Запрещено — Сэм
- 1954 — The Miami Story — бандит (в титрах не указан)
- 1954 — Captain Kidd and the Slave Girl — пират (в титрах не указан)
- 1954 — The Gambler from Natchez — Этьен (в титрах не указан)
- 1955 — The Prodigal
- 1955 — Пуля для Джои — капитан судна (в титрах не указан)
- 1955 — Ain’t Misbehavin' — Энди, греческий рыбак
- 1950—1955 — The Lone Ranger
- 1955 — The Cisco Kid
- 1956 — Завоеватель
- 1956 — Climax!
- 1956 — Brave Eagle
- 1956 — Искатели — Джерем Фаттерман (в титрах не указан)
- 1956 — The Best Things in Life Are Free
- 1956 — Десять заповедей
- 1957 — Tales of the 77th Bengal Lancers — Нур Ахмед
- 1957 — Adventures of Superman
- 1957 — Мой револьвер быстр — Ля Рош, главарь банды грабителей
- 1957 — Broken Arrow
- 1958 — Fort Bowie — сержант Кукас
- 1958 — Merry Andrew — Витторио Галлини
- 1958 — Zorro — Энрике Фуэнтес
- 1958 — Дымок из ствола
- 1958 — The Adventures of Rin Tin Tin — Джеронимо
- 1958 — Мэверик — сторож
- 1959 — Richard Diamond, Private Detective — Артуро Мантойя
- 1959 — Mr. Lucky — Рок Канари
- 1960 — The Deputy — Джубба
- 1960 — Route 66 — Бо Бэбкок
- 1959—1961 — The Untouchables
- 1961 — Surfside 6 — Джордж Паппас
- 1959—1961 — Сыромятная плеть
- 1961 — Peter Gunn — лейтенант Васкес
- 1962 — Hazel — мистер Тонетти
- 1963 — Island of Love — Ник
- 1963—1964 — The Virginian
- 1964 — Беглец
- 1964 — Voyage to the Bottom of the Sea — Николас
- 1965 — Корабль дураков
- 1965 — Burke’s Law — Карлос Дельгадо
- 1962—1966 — Перри Мейсон
- 1966 — Бэтмен
- 1966 — Family Affair — Мохад
- 1967 — Напряги извилины — Ахмад
- 1967 — Daktari — генерал Ахмед
- 1967 — Ironside — Джорджи Майн
- 1968 — Сердце — одинокий охотник — Чарльз Спирмонидис
- 1969 — Land of the Giants — Логар
- 1969 — Justine — Каввасс (в титрах не указан)
- 1967—1969 — Летающая монахиня
- 1969 — Mannix — Смит
- 1970 — The Mod Squad — сержант Руис
- 1965—1970 — Daniel Boone
- 1971 — Night Gallery — Нико Казанзакис
- 1971 — Cannon — Висенте
- 1972 — Улицы Сан-Франциско — Сэл
- 1973 — McCloud — Марио Таглиагамбе
- 1973 — Миссия невыполнима — араб
- 1973 — Barnaby Jones — Кализар
- 1974 — Всё ради Пита — Доминик
- 1975 — Коджак — Джон
- 1976 — Rich Man, Poor Man — капитан
- 1977 — Обратная сторона полуночи
- 1978 — Операция «Нижняя юбка» — доктор Костос
- 1979 — The French Atlantic Affair — Отто Ланье
- 1980 — The Man with Bogart’s Face — Спуни Сингх
- 1982 — Ти Джей Хукер — капитан
- 1984 — Воздушный волк
- 1990 — Lucky Chances — греческий священник